# Sasseto
Sasseto (in sloveno Zazid) è un insediamento di 70 abitanti del comune sloveno di Capodistria, situato nell'Istria settentrionale.
Se si sceglie la via di Popecchio bisogna percorrere una strada un po' stretta, asfaltata da poco: si passa lungo una valle isolata dove l'unico segno di presenza dell'uomo sono i pochi campi coltivati. Arrivati al dosso, si trova una cappelletta ben tenuta; sotto si stende il paese, in fondo ad un'altra bella valletta tutta coltivata ad orticelli e cinta da monti.
Sasseto è posta a quota 387 m, con case in pietra calcarea a vista, basse e divise da stradine strette. Fu chiamata anche Xaxid, Xaxa e Xaxet e Villa dei Sassi mentre l'attuale Sasseto è l'antico nome romano, Saxetum. Fu possesso di nobili famiglie capodistriane fin dal 1400; infatti faceva parte del distretto di Capodistria, durante la dominazione veneta. Gli Sloveni lo chiamarono Zazid che significa dietro il muro. A ridosso di Sasseto sorgeva un castelliere ed un secondo si trovava verso Sanigrado.
Nel Medioevo fu un villaggio fortificato e nel 1195 un gruppo di coloni sloveni vennero sistemati in questo sito. Nel XVII secolo fu conquistato due volte dai Veneziani e poi restituito all'Austria.
Di questo paese Cicerone scrisse: "Saxetum locus saxosus". Il paese, infatti, è costruito tutto in pietra ed anche il panorama circostante è di sassi e rocce; un sito sterile, sassoso e desolato. È riparato dalla Bora dalle pendici del monte Cavallo, 802 m.
Non ci sono ruscelli nella valle poiché l'acqua viene assorbita da questa gigantesca spugna calcarea. Sul lato opposto a mezzogiorno, dove la strada che attraversa il paese esegue una doppia curva, c'è la chiesetta con il campanile tozzo, cuspide, bifore e campana. L'esterno è stato rifatto di recente. Sul portale della chiesa c'è una scritta in latino decifrabile solo in parte con l'anno di costruzione, il 1697, e la dedica a S. Martino. Di fronte alla chiesa c'è un sentiero che porta a valle e prosegue fino a Sanigrado: una bella passeggiata di 2 km fino alla bellissima chiesa di S. Stefano, posta ad appena 100 m dopo Sanigrado.

## Infrastrutture e trasporti
Sasseto era servita dall'omonima stazione sulla ferrovia Istriana. La piccola stazione è dominata dal monte Plasine di 663 m. Sasseto è raggiungibile con la strada che proviene da Popecchio o passando per Acquaviva dei Vena in direzione Pinguente.